# Mart (pel·lícula)
Mart (títol original: Mars) és una pel·lícula estatunidenca de 1998 dirigida per Jon Hess i protagonitzada per Olivier Gruner i Shari Belafonte. Està doblada al català.

## Argument
Colton Templar, un agent de seguretat de la Terra, busca els assassins del seu germà al planeta Mart. Durant la seva investigació, descobreix que la Companyia Minera Interplanetària amaga un terrible secret en l'explotació del Planeta Roig.

## Repartiment
- Olivier Gruner : Colton Templar
- Shari Belafonte : Doc Halliday
- Alex Hyde-White : Phillip Clement
- Scott Valentine : Pete